# 阿巴丹
阿巴丹（波斯語： Ābādān, 發音：[ʔɒːbɒːˈdɒːn]），又译亚巴丹，是伊朗胡齐斯坦省港口城市。位于伊朗西南端阿拉伯河的阿巴丹岛上，距波斯湾约50公里。地理位置北纬30.4度，东经48.3度。人口约30万。 它是世界最大炼油中心之一，是世界上最大的石油储藏和精炼基地，建有伊朗境内最大的炼油厂阿巴丹炼油厂及石油化工厂。炼油厂建于1913年，炼油能力年达3000万吨。
早在阿拉伯帝国阿拔斯王朝时期，阿巴丹就是一座贸易重镇。1908年，附近的阿瓦士发现石油，阿巴丹遂逐渐发展为炼油中心和重要石油输出港。1980年代两伊战争期间，位于伊朗和伊拉克边境地区的阿巴丹市遭受严重破坏，直到1990年之后方才逐渐恢复元气。

## 历史
阿拔斯王朝发展阿巴丹。
蒙古帝国时期（伊儿汗国），伊本·白图泰写了这是港口。
1847年伊朗从奥斯曼帝国手中购买了这座城市。
1909年，英国的英伊石油公司开始建造炼油厂，创造了阿巴丹炼油厂，一次成为世界最大的炼油厂（1950年代）。但是因为英国控制大多英伊石油公司，很多伊朗人觉得这是非常不公平的。再说英国干涉伊朗内事引起伊朗人渐渐讨厌英国帝国主义，反对西方。
世界二战，1941年，英苏入侵伊朗，避免纳粹德国入侵伊朗。阿巴丹为同盟國 (第二次世界大戰)提供了飞机。
1951年，穆罕默德·摩萨台将英伊石油公司国有化。英国失去了海外的资金，向美国抱怨。所以1953年，美国的CIA煽动了政变推翻穆罕默德·摩萨台（1953年伊朗政變）。
1978年，伊朗革命前造成了电影院雷克斯大火（Cinema Rex Fire），杀了430个伊朗人。当地伊朗人怪美国和其支持的腐败沙阿。这样的不信任引起了明年的伊朗革命，推翻美国支持的沙，建立了现代伊朗伊斯兰共和国。
1980年，两伊战争时候，伊拉克冲击了阿巴丹。
2017年，中国石化正在扩张阿巴丹炼油厂。伊朗国家庆典，要建立石油博物馆。

## 气候
气候炎热。深圳特区报在2010年7月7日报道称，伊朗的著名石油城阿巴丹6日最高气温52℃，是6日全世界气温最高的城市。
| 阿巴丹              | 阿巴丹   | 阿巴丹   | 阿巴丹   | 阿巴丹   | 阿巴丹   | 阿巴丹   | 阿巴丹   | 阿巴丹   | 阿巴丹   | 阿巴丹   | 阿巴丹   | 阿巴丹   | 阿巴丹    |
| 月份                | 1月      | 2月      | 3月      | 4月      | 5月      | 6月      | 7月      | 8月      | 9月      | 10月     | 11月     | 12月     | 全年      |
| ------------------- | -------- | -------- | -------- | -------- | -------- | -------- | -------- | -------- | -------- | -------- | -------- | -------- | --------- |
| 历史最高温 °C（°F） | 25 (77)  | 28 (82)  | 34 (93)  | 43 (109) | 47 (117) | 48 (118) | 50 (122) | 51 (124) | 48 (118) | 43 (109) | 36 (97)  | 29 (84)  | 51 (124)  |
| 平均高温 °C（°F）   | 17 (63)  | 20 (68)  | 24 (75)  | 31 (88)  | 38 (100) | 42 (108) | 44 (111) | 45 (113) | 42 (108) | 36 (97)  | 27 (81)  | 20 (68)  | 32 (90)   |
| 平均低温 °C（°F）   | 7 (45)   | 9 (48)   | 13 (55)  | 18 (64)  | 23 (73)  | 26 (79)  | 28 (82)  | 27 (81)  | 23 (73)  | 18 (64)  | 14 (57)  | 9 (48)   | 18 (64)   |
| 历史最低温 °C（°F） | −3 (27)  | −3 (27)  | 2 (36)   | 7 (45)   | 16 (61)  | 19 (66)  | 23 (73)  | 22 (72)  | 16 (61)  | 12 (54)  | 1 (34)   | −4 (25)  | −4 (25)   |
| 平均降水量 mm（）   | 38 (1.5) | 43 (1.7) | 15 (0.6) | 20 (0.8) | 3 (0.1)  | 0 (0)    | 0 (0)    | 0 (0)    | 0 (0)    | 3 (0.1)  | 25 (1.0) | 46 (1.8) | 193 (7.6) |
| 来源：BBC Weather   |          |          |          |          |          |          |          |          |          |          |          |          |           |